# إيسونادي

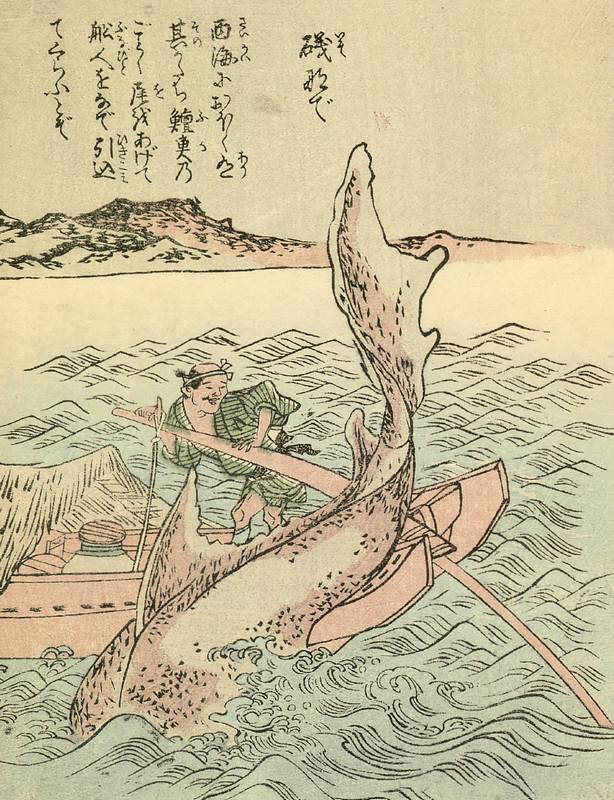
إيسونادي كما هو موضح في تاكيهارا شونسن إيهون هياكو مونوجاتاري.

إيسونادي (بالإنجليزية: Isonade) هو وحش بحري ضخم يشبه سمكة القرش ويقال إنه يعيش قبالة سواحل ماتسورا وأماكن أخرى في غرب اليابان.

## وصفه
وفقًا لـ ايهون هياكو مونوجاتاري، لم يُرَ جسده أبدًا، لأنه دائمًا "مختبئ تحت الأمواج، باستثناء زعنفة الذيل الضخمة المغطاة بأشواك صغيرة." من الناحية النظرية:
يقترب من القوارب خلسة ويستخدم ذيله المعقوف لإيقاع البحارة وسحبهم إلى البحر حيث يلتهمهم. وعندما يظهر تهب رياح شديدة. وقد يستخدم ذيله أيضًا لقلب القوارب، أو يضرب الشاطئ بذيله ويقتل الناس هناك.